# Sieurac
Sieurac település Franciaországban, Tarn megyében. Lakosainak száma 263 fő (2022. január 1.). Sieurac Labessière-Candeil, Laboutarie, Lasgraisses, Lombers, Montdragon és Orban községekkel határos.

## Népesség
A település népessége az elmúlt években az alábbi módon változott:
| Lakosok száma | 263  | 275  | 273  | 266  | 262  | 264  | 271  | 270  | 263  |
|               | 2013 | 2015 | 2016 | 2017 | 2018 | 2019 | 2020 | 2021 | 2022 |